# Niponiella limbatella
Niponiella limbatella és una espècie d'insecte pertanyent a la família dels pèrlids i l'única del gènere Niponiella.